# عملات تذكارية من الذهب والفضة باليورو (سان مارينو)
العملات التذكارية الذهبية والفضية باليورو في سان مارينو هي عملات اليورو الخاصة المسكوكة في دولة سان مارينو، والتي تُعد واحدة من الدول الأعضاء في الاتحاد الأوروبي، كما أنها عضو في منطقة اليورو منذ عام 2002.
اعتمدت سان مارينو اليورو كعملة رسمية لها في عام 2002، ويُصدر بنك سان مارينو الوطني منذ ذلك الحين إصدارات عادية من عملات اليورو الاعتيادية المخصصة للتداول، كما يُصدر عملات يورو تذكارية من الذهب والفضة. تكون هذه العملات التذكارية الخاصة ذات قيمة قانونية فقط في سان مارينو، على عكس الإصدارات العادية لعملات اليورو في سان مارينو، والتي لها قيمة قانونية في جميع دول منطقة اليورو. هذا يعني أن العملات التذكارية المصنوعة من الذهب والفضة في سان مارينو لا يمكن استخدامها كعملة في دول أخرى. علاوة على ذلك، ولأن قيمتها السبائكية تتجاوز قيمتها الاسمية بكثير، فإن هذه العملات عادةً ما تكون غير مخصصة للاستخدام كوسيلة دفع على الإطلاق - مع أن ذلك لا يزال ممكنًا. لهذا السبب، تُسمى عادةً عملات هواة الجمع. عادةً ما تُخلّد هذه العملات ذكرى أحداث تاريخية أو تُسلّط الضوء على أحداث جارية ذات أهمية خاصة. اعتمدت سان مارينو اليورو كعملة رسمية لها منذ عام 2002، وعلى الرغم من ذلك، فإنّها ما زالت تحاول الحفاظ على هويّتها الثقافيّة من خلال إصدار عملة تذكارية ذهبية بقيمة 2 سكودو. تتناول هذه المقالة عملات اليورو التذكارية المعدنية المسكوكة من الذهب أو الفضة، والتي صدرت في سان مارينو، ونظرًا لثبات سعر الصرف لكل من السكودو واليورو، ولأن اليورو هو العملة الرسمية لسان مارينو، فسيتم تضمين عملات السكودو التذكارية أيضًا في هذه المقالة.

## التاريخ
تتمتع جمهورية سان مارينو بموارد محدودة، فهي دولة صغيرة تحتل موقعًا داخليا من إيطاليا، وعلى الرعم من ذلك، فقد نجحت في تحقيق عائدات كبيرة من بيع الطوابع والعملات المعدنية التذكارية للسائحين. فمنذ عام 1950 وحتى التصديق على قانون اعتماد اليورو كعملة رسمية للبلاد في عام 1999، ثُم بدء اعتماده بالفعل في عام 2002، أصدرت دار سك العملة الإيطالية في روما العديد من العملاتٍ المعدنيةً القانونيةً والتذكارية بعشرات التصاميم لجمهورية سان مارينو. كانت معظم هذه العملات عديمة القيمة النقدية، باستثناء بعض العملات التذكارية الفضية والذهبية.
منح البنك الأوروبي جمهورية سان مارينو الحق في إصدار عملات اليورو المعدنية الخاصة بها، ومنذ ذلك الحين أصدرت سان مارينو عددًا من العملات التذكارية الذهبية والفضية، بالإضافة إلى إصدار مجموعات من العملات التذكارية الصالحة للتداول من فئة 2 يورو. أصبحت جمهورية سان مارينو منذ عام 2002، وحتى عام 2009، تُصدر سنويًّا عملة معدنية تذكارية من الفضة من فئة 5 يورو، و عملة معدنية تذكارية من الفضة من فئة 10 يورو، كما أصدرت جمهورية سان مارينو بشكل سنويّ أيضًا خلال الفترة من عام 2002 وحتى عام 2008 عملات معدنية تذكارية من الذهب من فئة 20 يورو و50 يورو.

## العملات التذكارية المعدنية من فئة 2 يورو في سان مارينو

### عملات 2017 من فئة 2 يورو
أصدرت جمهورية سان مارينو في عام 2017 زوج من العملات المعدنية التذكارية من فئة 2 يورو، بحيث صدرت الأولى بمناسبة إحياء ذكرى مرور 530 عامًا على وفاة الرسام الإيطالي بييرو ديلا فرانشيسكا، وحمل الوجه الأمامي للعملة صورة لوحة لدوق أوربينو، إحدى اللوحات الشهيرة التي رسمها بييرو ديلا فرانشيسكا، أحد أعظم رسامي عصر النهضة، كجزء من علاقته الوثيقة ببلاط أوربينو. وصدرت العملة الثانية إحياءًا للذكرى المئوية الثانية لوفاة الفنان التشكيلي والرسام الإيطالي أنطونيو كانوفا، وعلى الوجه الأمامي للعملة ظهرت صورة بارزة لمنحوتة الإلهة هيبي، التي نحتها أنطونيو كانوفا خلال الفترة ما بين عامي 1796 و1817.

## عملات اليورو التذكارية المعدنية المسكوكة من الذهب والفضة في سان مارينو

#### عملات 2002
| | سيمابو                                                                                        |                                        |                   |  |
| المصمم: روبرتو ماوري، وبينو بيني | المصمم: روبرتو ماوري، وبينو بيني                                                              | دار سك العملة:-                        | دار سك العملة:-   |  |
| القيمة: 2 سكودو | السبيكة: Au (ذهب)                                                                             | الكمية: 3,000                          | الجودة:إثبات      |  |
| صادر في: نوفمبر (تشرين الثاني) 2002 | القطر: 21 مـم (0.83 بوصة)                                                                     | الوزن: 6.4516 غ (0.23 أونصة؛ 0.21 ozt) | قيمة الإصدار:-    |  |
| يظهر على الوجه الأمامي للعملة شعار جمهورية سان مارينو. ويظهر على الوجه الخلفي للعملة لوحة فنية بعنوان "السيدة العذراء مُتوجة مع الأطفال - ثمانية ملائكة وأربعة أنبياء" |                                                                                               |                                        |                   |  |
| |                                                                                               |                                        |                   |  |
| | إحياء ئكرى مرور 1600 عام على إعلان مدينة ربنا عاصمةً للإمبراطورية الرومانية الغربية (402-2002) |                                        |                   |  |
| المصمم: ل. دي سيموني | المصمم: ل. دي سيموني                                                                          | دار سك العملة:-                        | دار سك العملة:-   |  |
| القيمة: 20 يورو | الجودة:إثبات                                                                                  | الكمية: 4,550                          | قيمة الإصدار: -   |  |
| صادر في: نوفمبر (تشرين الثاني) 2002 | القطر: 21 مـم (0.83 بوصة)                                                                     | الوزن: 6.451 غ (0.23 أونصة؛ 0.21 ozt)  | السبيكة: Au (ذهب) |  |
| يظهر على الوجه الأمامي للعملة رسم لتاج إلى جانب شعار النبالة لجمهورية سان مارينو، ويظهر على الوجه الخلفي للعملة رسم لغصنين من أغصان الكرمة يخرجان من مزهرية أنسية أمام طاووسين |                                                                                               |                                        |                   |  |
| |                                                                                               |                                        |                   |  |
| | إحياء ئكرى مرور 1600 عام على إعلان مدينة ربنا عاصمةً للإمبراطورية الرومانية الغربية (402-2002) |                                        |                   |  |
| المصمم: كلوديا موموني | المصمم: كلوديا موموني                                                                         | دار سك العملة:-                        | دار سك العملة:-   |  |
| القيمة: 50 يورو | السبيكة: Au (ذهب)                                                                             | الكمية: 4,550                          | الجودة:إثبات      |  |
| صادر في: نوفمبر (تشرين الثاني) 2002 | القطر: 28 مـم (1.10 بوصة)                                                                     | الوزن: 18.129 غ (0.64 أونصة؛ 0.58 ozt) | قيمة الإصدار:-    |  |
| يظهر على الوجه الأمامي للعملة شعار النبالة وتاج، ويظهر على الوجه الخلفي للعملة صورة لمشهد طبق الأصل من فيلم الراعي الصالح |                                                                                               |                                        |                   |  |
| |                                                                                               |                                        |                   |  |
| | أهلًا باليورو                                                                                  |                                        |                   |  |
| المصمم: أوليانا بيرنازا | المصمم: أوليانا بيرنازا                                                                       | دار سك العملة:-                        | دار سك العملة:-   |  |
| القيمة: 5 يورو | السبيكة: Ag (فضة)                                                                             | الكمية: 37,000                         | الجودة:إثبات      |  |
| صادر في: أكتوبر (تشرين الأول) 2002 | القطر: 32 مـم (1.26 بوصة)                                                                     | الوزن: 18 غ (0.63 أونصة؛ 0.58 ozt)     | قيمة الإصدار:-    |  |
| يظهر على الوجه الأمامي للعملة ريشات سان مارينو الثلاث ترتفع فوق أبراج جبل تيتانو الثلاثة التي ترمز إلى جمهورية سان مارينو، وفي وسط الوجه الخلفي للعملة نُقش الرقم 5، وإلى جانبه كلمة يورو، وهو ما يُشير إلى القيمة الإسمية للعملة، ويُحيط بهذا النقش رسم لاثنتي عشرة وردة، تُمثل دول الاتحاد الأوروبي الاثنتي عشرة. |                                                                                               |                                        |                   |  |
| |                                                                                               |                                        |                   |  |
| | أهلًا باليورو                                                                                  |                                        |                   |  |
| المصمم: أوليانا بيرنازا | المصمم: أوليانا بيرنازا                                                                       | دار سك العملة:-                        | دار سك العملة:-   |  |
| القيمة: 10 يورو | الجودة:إثبات                                                                                  | الكمية: 37,000                         | قيمة الإصدار:-    |  |
| صادر في: أكتوبر (تشرين الأول) 2002 | القطر: 34 مـم (1.34 بوصة)                                                                     | الوزن: 22 غ (0.78 أونصة؛ 0.71 ozt)     | السبيكة: Ag (فضة) |  |
| يظهر على الوجه الأمامي للعملة ريشات سان مارينو الثلاث ترتفع فوق أبراج جبل تيتانو الثلاثة التي ترمز إلى جمهورية سان مارينو، وفي وسط الوجه الخلفي للعملة رسم لكرة أرضية نُقشت عليها عبارة "أهلا باليورو"، وبداخل الكرة صورة لرضيع حديث الولادة نائم على برعم وردة.                                                 |                                                                                               |                                        |                   |  |

### عملات 2003
| | نوستراداموس               |                                        |                   |  |
| المصمم: أوليانا بيرنازا | المصمم: أوليانا بيرنازا   | دار سك العملة:-                        | دار سك العملة:-   |  |
| القيمة: 2 سكودو | السبيكة: Au (ذهب)         | الكمية: 7,500                          | الجودة:إثبات      |  |
| صادر في: 7 نوفمبر (تشرين الثاني) 2003 | القطر: 21 مـم (0.83 بوصة) | الوزن: 6.4516 غ (0.23 أونصة؛ 0.21 ozt) | قيمة الإصدار:-    |  |
| يظهر على الوجه الأمامي للعملة شعار جمهورية سان مارينو، ويظهر على الوجه الخلفي للعملة رسم يصوّر العراف الروماني نوستراداموس. |                           |                                        |                   |  |
| |                           |                                        |                   |  |
| | كنيسة سكروفيني            |                                        |                   |  |
| المصمم: روبرتو موري | المصمم: روبرتو موري       | دار سك العملة:-                        | دار سك العملة:-   |  |
| القيمة: 20 يورو | الجودة:إثبات              | الكمية: 7,300                          | قيمة الإصدار:-    |  |
| صادر في: 7 نوفمبر (تشرين الثاني) 2003 | القطر: 21 مـم (0.83 بوصة) | الوزن: 6.451 غ (0.23 أونصة؛ 0.21 ozt)  | السبيكة: Au (ذهب) |  |
| يظهر على الوجه الأمامي للعملة تاج تتدلى منه الريشات الثلاث التي ترمز لجمهورية سان مارينو، ويظهر على الوجه الخلفي للعملة لوحة تقديم يسوع في الهيكل للرسام الإيطالي جيوتو.                                                                |                           |                                        |                   |  |
| |                           |                                        |                   |  |
| | كنيسة سكروفيني            |                                        |                   |  |
| المصمم: روبرتو موري | المصمم: روبرتو موري       | دار سك العملة:-                        | دار سك العملة:-   |  |
| القيمة: 50 يورو | السبيكة: Au (ذهب)         | الكمية: 7,300                          | الجودة:إثبات      |  |
| صادر في: 7 نوفمبر (تشرين الثاني) 2003 | القطر: 28 مـم (1.10 بوصة) | الوزن: 18.129 غ (0.64 أونصة؛ 0.58 ozt) | قيمة الإصدار:-    |  |
| يظهر على الوجه الأمامي للعملة تاج تتدلى منه الريشات الثلاث التي ترمز لجمهورية سان مارينو، ويظهر على الوجه الخلفي للعملة لوحة عيد العنصرة للرسام الإيطالي جيوتو.                                                                         |                           |                                        |                   |  |
| |                           |                                        |                   |  |
| | الألعاب الأولمبية         |                                        |                   |  |
| المصمم: إم. سي. كولانيري | المصمم: إم. سي. كولانيري  | دار سك العملة:-                        | دار سك العملة:-   |  |
| القيمة: 5 يورو | السبيكة: Ag (فضة)         | الكمية: 37,766                         | الجودة:إثبات      |  |
| صادر في: أغسطس (آب) 2003 | القطر: 32 مـم (1.26 بوصة) | الوزن: 18 غ (0.63 أونصة؛ 0.58 ozt)     | قيمة الإصدار:-    |  |
| يظهر على الوجه الأمامي للعملة شعار النبالة لجمهورية سان مارينو ممثلًا برموز الألعاب الأولمبية، ويصور الوجه الخلفي للعملة ملعبًا وحلبة لسباقات الجري، ورمي القرص، ورمي الرمح، وسباق السيارات، والملاكمة، وهي الألعاب الأولمبية الكلاسيكية. |                           |                                        |                   |  |
| |                           |                                        |                   |  |
| | الألعاب الأولمبية         |                                        |                   |  |
| المصمم: إم. سي. كولانيري | المصمم: إم. سي. كولانيري  | دار سك العملة:-                        | دار سك العملة:-   |  |
| القيمة: 10 يورو | الجودة:إثبات              | الكمية: 37,766                         | قيمة الإصدار:-    |  |
| صادر في: أغسطس (آب) 2003 | القطر: 34 مـم (1.34 بوصة) | الوزن: 22 غ (0.78 أونصة؛ 0.71 ozt)     | السبيكة: Ag (فضة) |  |
| يظهر على الوجه الأمامي للعملة شعار النبالة لجمهورية سان مارينو ممثلًا برموز الألعاب الأولمبية، ويصور الوجه الخلفي للعملة رسومًا ترمز إلى رياضات المبارزة، وكرة الماء، والجمباز، وهي الألعاب الأولمبية الحديثة.                            |                           |                                        |                   |  |

### عملات 2004
| | دبوس قوطي                                                                |                                        |                   |  |
| المصمم: أوليانا بيرنازا | المصمم: أوليانا بيرنازا                                                  | دار سك العملة:-                        | دار سك العملة:-   |  |
| القيمة: 2 سكودو | السبيكة: Au (ذهب)                                                        | الكمية: 6,500                          | الجودة:إثبات      |  |
| صادر في: نوفمبر (تشرين الثاني) 2004 | القطر: 21 مـم (0.83 بوصة)                                                | الوزن: 6.4516 غ (0.23 أونصة؛ 0.21 ozt) | قيمة الإصدار:-    |  |
| نُقش على الوجه الخلفي للعملة رسم لنسر مزدوج كنموذج على الزخرفة الجرمانية الفخمة |                                                                          |                                        |                   |  |
| |                                                                          |                                        |                   |  |
| | إحياء ذكرى مرور 750 عامًا على ميلاد الرحالة والمُستكشف الإيطالي ماركو بولو |                                        |                   |  |
| المصمم: إم. سي. كولانيري | المصمم: إم. سي. كولانيري                                                 | دار سك العملة:-                        | دار سك العملة:-   |  |
| القيمة: 20 يورو | الجودة:إثبات                                                             | الكمية: 6,000                          | قيمة الإصدار:-    |  |
| صادر في: نوفمبر (تشرين الثاني) 2004 | القطر: 21 مـم (0.83 بوصة)                                                | الوزن: 6.451 غ (0.23 أونصة؛ 0.21 ozt)  | السبيكة: Au (ذهب) |  |
| يظهر على الوجه الأمامي للعملة ريشات سان مارينو الثلاث في المقدمة، وفيه الخلفيّة رسم للقارات التي زارها الرحالة والمستكشف الإيطالي ماركو بولو في رحلاته. ويظهر على الوجه الخلفي للعملة رسمًا يصوّر لحظة وصول ماركو بولو وتقديمه إلى الخان الأعظم، والذي أوكل إليه مهام إدارية. |                                                                          |                                        |                   |  |
| |                                                                          |                                        |                   |  |
| | إحياء ذكرى مرور 750 عامًا على ميلاد الرحالة والمُستكشف الإيطالي ماركو بولو |                                        |                   |  |
| المصمم: إم. سي. كولانيري | المصمم: إم. سي. كولانيري                                                 | دار سك العملة:-                        | دار سك العملة:-   |  |
| القيمة: 50 يورو | السبيكة: Au (ذهب)                                                        | الكمية: 6,000                          | الجودة:إثبات      |  |
| صادر في: نوفمبر (تشرين الثاني) 2004 | القطر: 28 مـم (1.10 بوصة)                                                | الوزن: 18.129 غ (0.64 أونصة؛ 0.58 ozt) | قيمة الإصدار:-    |  |
| يظهر على الوجه الأمامي للعملة ريشات سان مارينو الثلاث في المقدمة، وفيه الخلفيّة رسم للقارات التي زارها الرحالة والمستكشف الإيطالي ماركو بولو في رحلاته. ويظهر على الوجه الخلفي للعملة رسمًا يصوّر لحظة مغادرة ماركو بولو لمدينة البندقية.                                     |                                                                          |                                        |                   |  |
| |                                                                          |                                        |                   |  |
| | بطولة كأس العالم لكرة القدم                                              |                                        |                   |  |
| المصمم: ل. دي سيموني | المصمم: ل. دي سيموني                                                     | دار سك العملة:-                        | دار سك العملة:-   |  |
| القيمة: 5 يورو | السبيكة: Ag (فضة)                                                        | الكمية: 30,000                         | الجودة:إثبات      |  |
| صادر في: يونيو (حزيران) 2004 | القطر: 32 مـم (1.26 بوصة)                                                | الوزن: 18 غ (0.63 أونصة؛ 0.58 ozt)     | قيمة الإصدار:-    |  |
| يظهر على الوجه الأمامي للعملة ريشات سان مارينو الثلاث ترتفع فوق ثلاثة أبراج، ويظهر على الوجه الخلفي للعملة لاعبا كرة قدم يلعبان في ملعب مُصمّم. |                                                                          |                                        |                   |  |
| |                                                                          |                                        |                   |  |
| | بطولة كأس العالم لكرة القدم                                              |                                        |                   |  |
| المصمم: ل. دي سيموني | المصمم: ل. دي سيموني                                                     | دار سك العملة:-                        | دار سك العملة:-   |  |
| القيمة: 10 يورو | الجودة:إثبات                                                             | الكمية: 30,000                         | قيمة الإصدار:-    |  |
| صادر في: يونيو (حزيران) 2004 | القطر: 34 مـم (1.34 بوصة)                                                | الوزن: 22 غ (0.78 أونصة؛ 0.71 ozt)     | السبيكة: Ag (فضة) |  |
| يظهر على الوجه الأمامي للعملة ريشات سان مارينو الثلاث ترتفع فوق ثلاثة أبراج، ويظهر على الوجه الخلفي للعملة لاعبا كرة قدم يلعبان في ملعب مُصمّم. |                                                                          |                                        |                   |  |
| |                                                                          |                                        |                   |  |

### عملات 2005
| | نادي الروتاري الدولي      |                                        |                   |  |
| المصمم: كلوديا موموني | المصمم: كلوديا موموني     | دار سك العملة:-                        | دار سك العملة:-   |  |
| القيمة: 2 سكودو | السبيكة: Au (ذهب)         | الكمية: 5,500                          | الجودة:إثبات      |  |
| صادر في: نوفمبر (تشرين الثاني) 2005 | القطر: 21 مـم (0.83 بوصة) | الوزن: 6.4516 غ (0.23 أونصة؛ 0.21 ozt) | قيمة الإصدار:-    |  |
| يظهر على الوجه الأمامي للعملة شعار جمهورية سان مارينو، ويظهر على الوجه الخلفي للعملة شعار النبالة لجمهورية سان مارينو |                           |                                        |                   |  |
| |                           |                                        |                   |  |
| | اليوم العالمي للسلام      |                                        |                   |  |
| المصمم: إم. إل. كولانيري | المصمم: إم. إل. كولانيري  | دار سك العملة:-                        | دار سك العملة:-   |  |
| القيمة: 20 يورو | الجودة:إثبات              | الكمية: 5,300                          | قيمة الإصدار:-    |  |
| صادر في: نوفمبر (تشرين الثاني) 2005 | القطر: 21 مـم (0.83 بوصة) | الوزن: 6.451 غ (0.23 أونصة؛ 0.21 ozt)  | السبيكة: Au (ذهب) |  |
| يظهر على الوجه الأمامي للعملة رسم لحمامة بجوار راية نُقشت عليها ثلاث زهور أرجوانية، ويظهر على الوجه الخلفي للعملة رسم لثلاثة أعراق، العرق الأوروبي للدلالة على الرجال، والعرق الأسيوي للدلالة على النساء، والعرق الأمريكي للدلالة على الأطفال. |                           |                                        |                   |  |
| |                           |                                        |                   |  |
| | اليوم العالمي للسلام      |                                        |                   |  |
| المصمم: إم. إل. كولانيري | المصمم: إم. إل. كولانيري  | دار سك العملة:-                        | دار سك العملة:-   |  |
| القيمة: 50 يورو | السبيكة: Au (ذهب)         | الكمية: 5,300                          | الجودة:إثبات      |  |
| صادر في: نوفمبر (تشرين الثاني) 2005 | القطر: 28 مـم (1.10 بوصة) | الوزن: 18.129 غ (0.64 أونصة؛ 0.58 ozt) | قيمة الإصدار:-    |  |
| يظهر على الوجه الأمامي للعملة رسم لحمامة بجوار راية نُقشت عليها ثلاث زهور أرجوانية، ويظهر على الوجه الخلفي للعملة رسم خريطة تجمع القارات الخمس متحدة من أجل السلام.                                                                            |                           |                                        |                   |  |
| |                           |                                        |                   |  |
| | تورينو ٢٠٠٦               |                                        |                   |  |
| المصمم: روبرتو موري | المصمم: روبرتو موري       | دار سك العملة:-                        | دار سك العملة:-   |  |
| القيمة: 5 يورو | السبيكة: Ag (فضة)         | الكمية: 26,800                         | الجودة:إثبات      |  |
| صادر في: يوليو (تموز) 2005 | القطر: 32 مـم (1.26 بوصة) | الوزن: 18 غ (0.63 أونصة؛ 0.58 ozt)     | قيمة الإصدار:-    |  |
| يظهر على الوجه الأمامي للعملة ريشات سان مارينو الثلاث ترتفع فوق ثلاثة أبراج مُنمَّقة مُحاطة بطبقات من الجليد، ويظهر على الوجه الخلفي للعملة رجل ثلج يتزلج على زلاجات وإلى جانبه ندفة ثلج كبيرة.                                                   |                           |                                        |                   |  |
| |                           |                                        |                   |  |
| | ميليشيا بزيّ عسكري         |                                        |                   |  |
| المصمم: روبرتو موري | المصمم: روبرتو موري       | دار سك العملة:-                        | دار سك العملة:-   |  |
| القيمة: 10 يورو | الجودة:إثبات              | الكمية: 22,000                         | قيمة الإصدار:-    |  |
| صادر في: يونيو (حزيران) 2005 | القطر: 34 مـم (1.34 بوصة) | الوزن: 22 غ (0.78 أونصة؛ 0.71 ozt)     | السبيكة: Ag (فضة) |  |
| يظهر على الوجه الأمامي للعملة شعارَ النبالةِ العسكريَّ للقواتِ المُسلحة لجمهورية سان مارينو، ويظهر على الوجه الخلفي للعملة حاملَ اللواء للقوات المُسلحة لجمهورية سان مارينو.                                                                          |                           |                                        |                   |  |